# Ingham County
Ingham County är ett administrativt område i delstaten Michigan, USA, med 280 895 invånare. Den administrativa huvudorten (county seat) är Mason.

## Geografi
Enligt United States Census Bureau har countyt en total area på 1 453 km². 1 448 km² av den arean är land och 5 km² är vatten.

### Angränsande countyn
- Shiawassee County - nordost
- Livingston County - öst
- Washtenaw County - sydost
- Jackson County - syd
- Eaton County - väst
- Clinton County - nordväst

### Orter
- Dansville
- Stockbridge
- Webberville